# Казадаевский сельсовет
Казадаевский сельсовет — муниципальное образование в Стерлитамакском районе Башкортостана.
Административный центр — село Новое Барятино.

## История
Согласно Закону о границах, статусе и административных центрах муниципальных образований в Республике Башкортостан имеет статус сельского поселения.

## Население
| 2002  | 2009  | 2010  | 2012  | 2013  | 2014  | 2015  |
| ----- | ----- | ----- | ----- | ----- | ----- | ----- |
| 1666  | ↗2168 | ↘1718 | ↗1743 | ↘1742 | ↗1774 | ↘1752 |
| 2016  | 2017  | 2018  |       |       |       |       |
| ↘1746 | ↘1742 | ↗1748 |       |       |       |       |

## Состав сельского поселения
| № | Населённый пункт | Тип населённого пункта       | Население |
| - | ---------------- | ---------------------------- | --------- |
| 1 | Новое Барятино   | село, административный центр | ↘613      |
| 2 | Кармаскалы       | село                         | ↘593      |
| 3 | Муравей          | деревня                      | →218      |
| 4 | Асаво-Зубово     | село                         | ↘137      |
| 5 | Марьевка         | деревня                      | ↘56       |
| 6 | Казадаевка       | деревня                      | ↘51       |
| 7 | Старое Барятино  | село                         | ↘33       |
| 8 | Восточный        | деревня                      | ↘17       |